# Club Deportivo Argentino
O Club Deportivo Argentino, também conhecido como Argentino de Monte Maíz ou simplesmente como Deportivo Argentino, é um clube esportivo argentino localizado na cidade de Monte Maíz, no departamento de Unión, na província de Córdoba, na Argentina. Foi fundado em 18 de novembro de 1925 e ostenta as cores           azul e branco.
Sua principal atividade esportiva é o futebol profissional. O clube disputa atualmente o Torneo Federal A, uma das duas ligas que compõem a terceira divisão do sistema de ligas de futebol argentino.
O clube manda seus jogos no estádio Modesto Marrone, do qual é proprietário, e cuja inauguração ocorreu em 20 de junho de 1986. A praça esportiva, também localizada na cidade de Monte Maíz, conta com capacidade para 3 500 espectadores.

## Títulos
| REGIONAIS | REGIONAIS        | REGIONAIS                                    | REGIONAIS | REGIONAIS                                                                                      | REGIONAIS |
| Divisão   | Competição       | Associação                                   | Títulos   | Temporadas                                                                                     | Ref.      |
| --------- | ---------------- | -------------------------------------------- | --------- | ---------------------------------------------------------------------------------------------- | --------- |
| Primeira  | Primera División | Liga Regional de Fútbol Adrián Beccar Varela | 10        | 1969, 1991, 1993, 1996, 2006, 2015–Apertura, 2016–Clausura, 2017–Apertura, 2019–Clausura, 2022 | [ 7 ]     |